# フロリアン・ユングヴィルト
フロリアン・ユングヴィルト（Florian Jungwirth 、1989年1月27日 - ）は、ドイツ・バイエルン州グレーフェルフィング出身の元プロサッカー選手。現役時代のポジションは、ミッドフィールダー。

## クラブ経歴
2000年、TSV1860ミュンヘンの下部組織に入団。2007年にリザーブチームに昇格。若くして将来を期待され、2008年にはフリッツ・ヴァルター・メダルU-19部門で銀メダルを獲得するが、トップチームでの出場はかなわなかった。
2010年1月、3. リーガのディナモ・ドレスデンに移籍。
2013年6月、VfLボーフムに移籍。
2014-15シーズンからSVダルムシュタット98に加入。
2017年2月、メジャーリーグサッカーのサンノゼ・アースクエイクスに移籍。
2021年8月6日、バンクーバー・ホワイトキャップスに移籍。
2023年1月27日、現役引退を表明した。

## 代表歴
U-16世代からドイツ代表に選出され、UEFA U-19欧州選手権2008ではキャプテンとして優勝に貢献した。